# Requiem for a Dream (Karnataka)
Requiem for a dream is een studioalbum van Karnataka.

## Inleiding
Bassist Ian Jones geeft onregelmatig muziekalbums uit onder de naam Karnataka, maar bediende zich ook van de namen "Chasing the Monsoon" (No ordinary world) en" Illuminae" (Dark horizons). In 2023 verscheen onder Karnataka voor het eerst sinds Secrets of angels uit 2015 weer nieuwe materiaal. De muziek is daarbij hetzelfde gebleven, een mengeling van progressieve rock, Celtic Rock, grotendeels gedragen door een vrouwelijke zangstem. Ook de trage haast lome gitaarsoli ontbreken ook op dit album niet, alhoewel virtuoos gitarist Luke Machin van onder meer The Tangent werd ingeschakeld. Het album werd opgenomen in The Storm, de eigen geluidsstudio van Jones, Machin en Allan waren hun eigen geluidstechnicus. Jones' maatje uit "Chasing the Monsoon" Steve Evans hielp met mixen.  
Punten van kritiek op dit album waren dat sommige nummers te lang uitgespannen werden en de verstopte gitaarsoli. Die gitaarsoli waren juist in het verleden, maar ook bij Requiem een opvallend pluspunt.

## Musici
Al in de nasleep van het vorig album kreeg Jones te maken met personeelswisselingen. Nieuwe leden kwamen en vertrokken weer. Ten opzichte van vorig album is Jones dan nog de enig overgeblevene (Carrera werd gastmusicus); hij vond per november 2018 in Sertari een nieuwe zangeres.
- Ian Jones – basgitaar, toetsinstrumenten, baspedalen, akoestische gitaar, orkestratie en programmeerwerk
- Sertari – zang, achtergrondzang, koorzang

Met
- Luke Machin – elektrische gitaren
- Charis Allan – drumstel
- Troy Donockley – Uilleann pipes en fluitjes
- Gonzalo Carrera – aanvullend toetsenwerk
- Greta Thunberg – toespraak Verenigde Naties in track 1 over klimaatverandering

## Muziek
| Nr. | Titel                                         | Duur  |
| --- | --------------------------------------------- | ----- |
| 1.  | All around the world (Jones, Sertari)         | 11:30 |
| 2.  | Sacrifice (Jones, Sertari, Carrera)           | 6:30  |
| 3.  | Look to the east (Jones, Sertari)             | 6:44  |
| 4.  | Forgiven (Jones, Sertari)                     | 11:49 |
| 5.  | The night’s dance (Jones, Sertari, Carrera)   | 5:29  |
| 6.  | Say goodbye tomorrow (Jones, Sertari)         | 6:01  |
| 7.  | Don’t forget my name (Jones, Sertari)         | 6:30  |
| 8.  | Requiem for a dream (Jones, Sertari, Carrera) | 25:31 |